# 다즈노촌
다즈노촌(田鶴野村)은 효고현 기노사키군에 있던 촌이다. 현재의 도요오카시에 해당한다.

## 역사
- 1889년 4월 1일 - 정촌제 시행에 의해 9개 촌의 구역을 가지고 성립하였다.
- 1943년 4월 1일 - 도요오카정에 편입해, 동일 다즈노촌은 폐지되었다.

## 참고문헌
- 「角川日本地名大辞典」編纂委員会 編『角川日本地名大辞典』 28 兵庫県、角川書店、1988年10月。ISBN 4040012801。